# La desdichada Estefanía
La desdichada Estefanía es una tragicomedia de Lope de Vega que fue incluida en la Parte docena (1619) y reproducida después, con escasas variantes, en una Segunda parte apócrifa o extravagante de Barcelona.
Está fundada en un hecho tenido por histórico (el asesinato de Estefanía Alfonso «la Desdichada») que se encuentra mencionado en el famoso nobiliario portugués del siglo XIV, comúnmente llamado Libro de Linajes del conde don Pedro de Barcelona, aunque Lope de Vega debió tomarlo probablemente de la Crónica del emperador don Alonso VII, de Sandoval (1600), de las Tragedias de amor de Arce Solórzano (1604) o de cualquier otro libro de los varios en que figuraba vulgarizado el sangriento caso.
La tragedia de Lope figura figura en el tomo VIII de la edición de la Academia Española.